# Општина Сиудад Ваљес (Сан Луис Потоси)
Сиудад Ваљес (шп. Ciudad Valles) општина је у Мексику у савезној држави Сан Луис Потоси. Општина се налази на надморској висини од 80 м.

## Становништво
Према подацима из 2010. у општини је живело 167713 становника.

### Хронологија
| Година       | 2000                   | 2005                   | 2010                   |
| ------------ | ---------------------- | ---------------------- | ---------------------- |
| Становништво | 146604 (71001 / 75603) | 156859 (75631 / 81228) | 167713 (81226 / 86487) |

### Попис
| \| \| м \| \| \| ж \| \| 0—2 \| 4.123 \| \| \| 4.026 \| \| 3—5 \| 4.681 \| \| \| 4.533 \| \| 6—11 \| 9.558 \| \| \| 9.278 \| \| 12—14 \| 4.625 \| \| \| 4.528 \| \| 15—17 \| 5.006 \| \| \| 4.807 \| \| 18—24 \| 9.628 \| \| \| 10.286 \| \| 60+ \| 8.160 \| \| \| 8.593 \| \| Просек : \| 29,9 \| \| \| 30,8 \| |       |  |  |        |
| |       |  |  |        |
| | м     |  |  | ж      |
| 0—2 | 4.123 |  |  | 4.026  |
| 3—5 | 4.681 |  |  | 4.533  |
| 6—11 | 9.558 |  |  | 9.278  |
| 12—14 | 4.625 |  |  | 4.528  |
| 15—17 | 5.006 |  |  | 4.807  |
| 18—24 | 9.628 |  |  | 10.286 |
| 60+ | 8.160 |  |  | 8.593  |
| Просек : | 29,9  |  |  | 30,8   |

| #   | Индикатор                                                                                        | Вредност |
| --- | ------------------------------------------------------------------------------------------------ | -------- |
| 1   | Становништво од 0 до 2 године                                                                    | 8149     |
| 2   | Мушко становништво од 0 до 2 године                                                              | 4123     |
| 3   | Женско становништво од 0 до 2 године                                                             | 4026     |
| 4   | Становништво са 3 и више година                                                                  | 154791   |
| 5   | Мушко становништво са 3 и више година                                                            | 74720    |
| 6   | Женско становништво са 3 и више година                                                           | 80071    |
| 7   | Становништво са 5 и више година                                                                  | 148753   |
| 8   | Мушко становништво са 5 и више година                                                            | 71633    |
| 9   | Женско становништво са 5 и више година                                                           | 77120    |
| 10  | Становништво са 12 и више година                                                                 | 126741   |
| 11  | Мушко становништво са 12 и више година                                                           | 60481    |
| 12  | Женско становништво са 12 и више година                                                          | 66260    |
| 13  | Становништво са 15 и више година                                                                 | 117588   |
| 14  | Мушко становништво са 15 и више година                                                           | 55856    |
| 15  | Женско становништво са 15 и више година                                                          | 61732    |
| 16  | Становништво са 18 и више година                                                                 | 107775   |
| 17  | Мушко становништво са 18 и више година                                                           | 50850    |
| 18  | Женско становништво са 18 и више година                                                          | 56925    |
| 19  | Становништво од 3 до 5 година                                                                    | 9214     |
| 20  | Мушко становништво од 3 до 5 година                                                              | 4681     |
| 21  | Женско становништво од 3 до 5 година                                                             | 4533     |
| 22  | Становништво од 6 до 11 година                                                                   | 18836    |
| 23  | Мушко становништво од 6 до 11 година                                                             | 9558     |
| 24  | Женско становништво од 6 до 11 година                                                            | 9278     |
| 25  | Становништво од 8 до 14 година                                                                   | 21856    |
| 26  | Мушко становништво од 8 до 14 година                                                             | 11030    |
| 27  | Женско становништво од 8 до 14 година                                                            | 10826    |
| 28  | Становништво од 12 до 14 година                                                                  | 9153     |
| 29  | Мушко становништво од 12 до 14 година                                                            | 4625     |
| 30  | Женско становништво од 12 до 14 година                                                           | 4528     |
| 31  | Становништво од 15 до 17 година                                                                  | 9813     |
| 32  | Мушко становништво од 15 до 17 година                                                            | 5006     |
| 33  | Женско становништво од 15 до 17 година                                                           | 4807     |
| 34  | Становништво од 18 до 24 године                                                                  | 19914    |
| 35  | Мушко становништво од 18 до 24 године                                                            | 9628     |
| 36  | Женско становништво од 18 до 24 године                                                           | 10286    |
| 37  | Женско становништво од 15 до 49 година                                                           | 45545    |
| 38  | Становништво са 60 и више година                                                                 | 16753    |
| 39  | Мушко становништво са 60 и више година                                                           | 8160     |
| 40  | Женско становништво са 60 и више година                                                          | 8593     |
| 41  | Однос између мушкараца и жена                                                                    | 93.92    |
| 42  | Становништво од нуле до 14 година                                                                | 45352    |
| 43  | Становништво од 15 до 64 године                                                                  | 105948   |
| 44  | Становништво од 65 година и више                                                                 | 11640    |
| 45  | Просечан број деце                                                                               | 2.29     |
| 46  | Становништво рођено у ентитету                                                                   | 144188   |
| 47  | Мушко становништво рођено у ентитету                                                             | 69605    |
| 48  | Женско становништво рођено у ентитету                                                            | 74583    |
| 49  | Становништво рођено у другом ентитету                                                            | 17932    |
| 50  | Мушко становништво рођено у другом ентитету                                                      | 8807     |
| 51  | Женско становништво рођено у другом ентитету                                                     | 9125     |
| 52  | Становништво од 5 година и више резидентно у ентитету у јуну 2005. године                        | 142705   |
| 53  | Мушко становништво старосног доба од 5 година и више, резидентно у ентитету у јуну 2005. године  | 68342    |
| 54  | Женско становништво старосног доба од 5 и више година, резидентно у ентитету у јуну 2005. године | 74363    |
| 55  | Становништво од 5 година и више које је живело у другом ентитету у јуну 2005. године             | 4322     |
| 56  | Мушко становништво старије од 5 година које је живело у другом ентитету у јуну 2005. године      | 2198     |
| 57  | Женско становништво старије од 5 година које је живело у другом ентитету у јуну 2005. године     | 2124     |
| 58  | Становништво од 3 године и више које говори аутохтони језик                                      | 12828    |
| 59  | Мушко становништво старо 3 године и више које говори аутохтони језик                             | 6344     |
| 60  | Женско становништво старо 3 године и више које говори аутохтони језик                            | 6484     |
| 61  | Становништво од 3 године и више које говори аутохтони језик и не говори шпански језик            | 461      |
| 62  | Мушко становништво старо 3 године и више које говори аутохтони језик и не говори шпански         | 155      |
| 63  | Женско становништво старо 3 године и више које говори аутохтони језик и не говори шпански језик  | 306      |
| 64  | Становништво старо 3 године и више које говори аутохтони језик и шпански                         | 11874    |
| 65  | Мушко становништво старо 3 године и више које говори аутохтони језик и шпански                   | 5957     |
| 66  | Женско становништво старо 3 године и више које говори аутохтони језик и шпански                  | 5917     |
| 67  | Становништво од 5 година и више које говори аутохтони језик                                      | 12543    |
| 68  | Становништво од 5 година и више које говори аутохтони језик и не говори шпански језик            | 401      |
| 69  | Становништво од 5 година и више које говори аутохтони језик и говори шпански језик               | 11663    |
| 70  | Становништво у домородачким домаћинствима                                                        | 20573    |
| 71  | Становништво са ограничењима у активностима                                                      | 6499     |
| 72  | Становништво са ограниченим ходањем или кретањем, горе или доле                                  | 3455     |
| 73  | Становници са ограничењима вида, чак и уз кориштење сочива                                       | 1833     |
| 74  | Становништво са ограничењима говора, комуникације или конверзације                               | 749      |
| 75  | Становништво са ограниченим слухом                                                               | 871      |
| 76  | Становништво са ограничењима при одевању, купању или јелу                                        | 474      |
| 77  | Становништво са ограничењима у опажању или учењу једноставних ствари                             | 447      |
| 78  | Становништво са менталним ограничењима                                                           | 738      |
| 79  | Становништво без ограничења активности                                                           | 155586   |
| 80  | Становништво од 3 до 5 година које не похађа школу                                               | 3214     |
| 81  | Мушко становништво од 3 до 5 година које не похађа школу                                         | 1665     |
| 82  | Женско становништво од 3 до 5 година које не похађа школу                                        | 1549     |
| 83  | Становништво од 6 до 11 година које не похађа школу                                              | 414      |
| 84  | Мушко становништво од 6 до 11 година које не похађа школу                                        | 202      |
| 85  | Женско становништво од 6 до 11 година које не похађа школу                                       | 212      |
| 86  | Становништво од 12 до 14 година које не похађа школу                                             | 426      |
| 87  | Мушко становништво од 12 до 14 година које не похађа школу                                       | 246      |
| 88  | Женско становништво од 12 до 14 година које не похађа школу                                      | 180      |
| 89  | Становништво од 15 до 17 година похађа школу                                                     | 7488     |
| 90  | Мушко становништво од 15 до 17 година похађа школу                                               | 3744     |
| 91  | Женско становништво између 15 и 17 година живота у школи                                         | 3744     |
| 92  | Становништво од 18 до 24 године похађа школу                                                     | 5766     |
| 93  | Мушко становништво од 18 до 24 године похађа школу                                               | 2824     |
| 94  | Женско становништво од 18 до 24 године похађа школу                                              | 2942     |
| 95  | Становништво од 8 до 14 година које не може да чита и пише                                       | 394      |
| 96  | Мушко становништво старосног доба од 8 до 14 година које не може да чита и пише                  | 223      |
| 97  | Женско становништво старосног доби од 8 до 14 година које не може да чита и пише                 | 171      |
| 98  | Становништво од 15 година и више које је неписмено                                               | 7576     |
| 99  | Мушко становништво од 15 година и више које је неписмено                                         | 3039     |
| 100 | Женско становништво од 15 година и више које је неписмено                                        | 4537     |
| 101 | Становништво старо 15 и више година без школовања                                                | 8321     |
| 102 | Мушко становништво старо 15 и више година без школовања                                          | 3586     |
| 103 | Женско становништво старо 15 и више година без школовања                                         | 4735     |
| 104 | Становништво старосног доба 15 и више година са непотпуним основним образовањем                  | 15279    |
| 105 | Мушко становништво старосног доба од 15 година и више са непотпуном основним образовањем         | 7562     |
| 106 | Женско становништво старосног доба 15 и више година са непотпуном основним образовањем           | 7717     |
| 107 | Становништво старо 15 и више година са комплетним основним образовањем                           | 14894    |
| 108 | Мушко становништво старо 15 година и више са комплетним основним образовањем                     | 7003     |
| 109 | Женско становништво старо 15 и више година са комплетним основним образовањем                    | 7891     |
| 110 | Становништво старосног доба 15 и више година са непотпуним средњим образовањем                   | 5279     |
| 111 | Мушко становништво старосног доба од 15 година и више са непотпуним средњим образовањем          | 2830     |
| 112 | Женско становништво старосног доба од 15 година и више са непотпуним средњим образовањем         | 2449     |
| 113 | Становништво старо 15 и више година са пуним секундарном образовањем                             | 27519    |
| 114 | Мушко становништво старосног доба од 15 година и више са пуним секундарном образовањем           | 13327    |
| 115 | Женско становништво старосног доба од 15 година и више са пуним секундарном образовањем          | 14192    |
| 116 | Становништво старије од 18 година са постосновним образовањем                                    | 41213    |
| 117 | Мушко становништво старије од 18 година са постосновним образовањем                              | 19349    |
| 118 | Женско становништво старије од 18 година са постосновним образовањем                             | 21864    |
| 119 | Просечна оцена школовања                                                                         | 8.74     |
| 120 | Просечан ниво образовања мушке популације                                                        | 8.78     |
| 121 | Просечан ниво образовања женског становништва                                                    | 8.71     |
| 122 | Економски активно становништво                                                                   | 64621    |
| 123 | Економски активна мушка популација                                                               | 42729    |
| 124 | Економски активна женска популација                                                              | 21892    |
| 125 | Становништво које није економски активно                                                         | 61697    |
| 126 | Мушко становништво које није економски активно                                                   | 17522    |
| 127 | Женско становништво које није економски активно                                                  | 44175    |
| 128 | Запослено становништво                                                                           | 61395    |
| 129 | Запослено мушко становништво                                                                     | 40163    |
| 130 | Запослено женско становништво                                                                    | 21232    |
| 131 | Незапослена популација                                                                           | 3226     |
| 132 | Незапослена мушка популација                                                                     | 2566     |
| 133 | Незапослена женска популација                                                                    | 660      |
| 134 | Становништво без права на здравствене услуге                                                     | 41886    |
| 135 | Становништво које има право на здравствене услуге                                                | 120792   |
| 136 | Становништво које има право на ИМСС                                                              | 70509    |
| 137 | Становништво које има право на социјално осигурање                                               | 13568    |
| 138 | Становништво које има право на државно социјално осигурање                                       | 130      |
| 139 | Становништво које има право на опште осигурање или здравствено осигурање за нову генерацију      | 35473    |
| 140 | Становништво које је било једном или није било у браку током 12 година и више                    | 44228    |
| 141 | Венчано или уједињено становништво од 12 година и више                                           | 69967    |
| 142 | Становништво које је било у браку или уједињено 12 година и више                                 | 12375    |
| 143 | Становништво са католичком религијом                                                             | 141696   |
| 144 | Протестанти, еванђелисти и библијски следбеници различити од еванђелиста                         | 14074    |
| 145 | Становништво са другим религијама различитим од претходних                                       | 37       |
| 146 | Становништво без религије                                                                        | 5766     |
| 147 | Укупно пописаних домаћинства                                                                     | 43087    |
| 148 | Пописна домаћинства на челу са мушкарцима                                                        | 32182    |
| 149 | Пописна домаћинства на челу са женама                                                            | 10905    |
| 150 | Становништво у пописним домаћинствима                                                            | 162495   |
| 151 | Становништво у пописним домаћинствима на челу са мушкарцима                                      | 127242   |
| 152 | Становништво у пописним домаћинствима на челу са женама                                          | 35253    |
| 153 | Укупно домаћинстава                                                                              | 53210    |
| 154 | Укупно насељених домаћинстава                                                                    | 44678    |
| 155 | Укупно приватних кућа                                                                            | 51619    |
| 156 | Насељени приватни домови                                                                         | 43087    |
| 157 | Укупно насељених приватних кућа                                                                  | 44659    |
| 158 | Ненасељене приватне куће                                                                         | 6477     |
| 159 | Појединачна домаћинства за привремену употребу                                                   | 2055     |
| 160 | Становници у насељеним приватним кућама                                                          | 162495   |
| 161 | Насељеност станара у приватним становима                                                         | 3.77     |
| 162 | Просечно становника по соби у приватним насељеним домаћинствима                                  | 1.06     |
| 163 | Појединачна домаћинства са подовима од различитих материјала од земље                            | 39109    |
| 164 | Појединачна домаћинства у приземљу                                                               | 3728     |
| 165 | Појединачна домаћинства са једном спаваћом собом                                                 | 16278    |
| 166 | Појединачна домаћинства са две спаваће собе и више                                               | 26649    |
| 167 | Појединачна домаћинства са једним собом                                                          | 3200     |
| 168 | Појединачна домаћинства са две собе                                                              | 7957     |
| 169 | Појединачна домаћинства са 3 собе и више                                                         | 31713    |
| 170 | Појединачна домаћинства која имају електрично светло                                             | 41595    |
| 171 | Појединачна домаћинства која немају електрично светло                                            | 1349     |
| 172 | Појединачна домаћинства која имају водоводну воду у стамбеном простору                           | 38321    |
| 173 | Појединачна домаћинства која немају водоводну воду у стамбеном простору                          | 4546     |
| 174 | Појединачна домаћинства која имају тоалет                                                        | 41502    |
| 175 | Појединачна домаћинства која имају канализацију                                                  | 36819    |
| 176 | Појединачна домаћинства која немају канализацију                                                 | 5979     |
| 177 | Појединачна домаћинства која имају електрично светло, довод воде из јавне мреже и канализацију   | 34519    |
| 178 | Појединачна домаћинства без икаквих услова                                                       | 844      |
| 179 | Појединачна домаћинства која имају радио                                                         | 33477    |
| 180 | Појединачна домаћинства која имају телевизор                                                     | 39486    |
| 181 | Појединачна домаћинства која имају фрижидер                                                      | 36949    |
| 182 | Појединачна домаћинства која имају машину за веш                                                 | 29799    |
| 183 | Појединачна домаћинства која имају аутомобил или комби                                           | 18252    |
| 184 | Појединачна домаћинства која имају рачунар                                                       | 9916     |
| 185 | Појединачна домаћинства која имају фиксну телефонску линију                                      | 14243    |
| 186 | Појединачна домаћинства која имају мобилни телефон                                               | 30098    |
| 187 | Појединачна домаћинства која имају приступ интернету                                             | 6694     |